# Pinchos

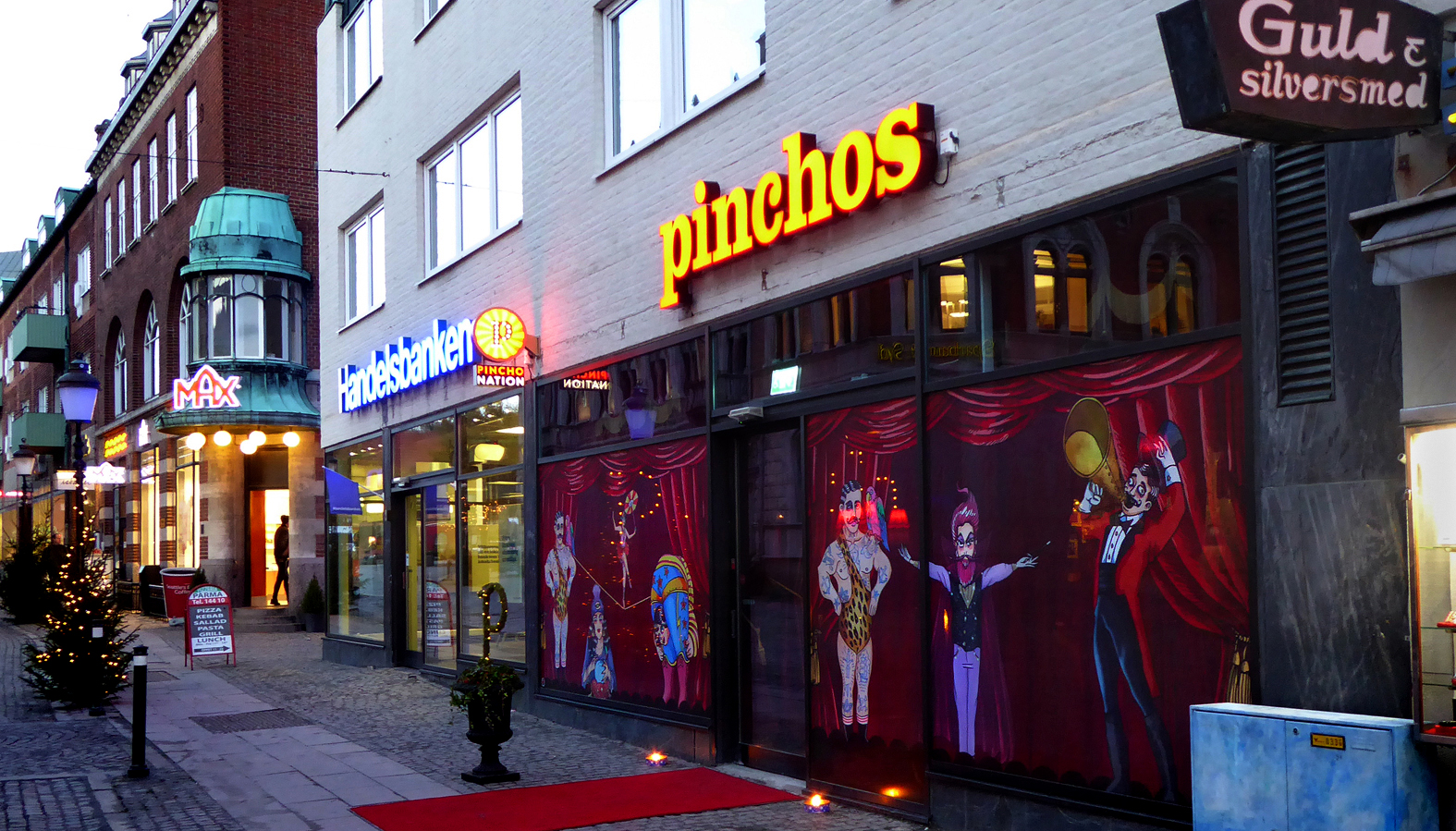
Premiär för Pinchos restaurang på Hamngatan i Ystad 17 nov 2017.

Pincho Nation AB / Pinchos är en svensk franchise-kedja som grundades 2012 och etablerade sig i Göteborg efter en testperiod på Smögen. Restaurangerna profilerar sig på att vara kontantfria och att det via en av företaget utvecklad app går för gästerna att själva kontrollera sitt besök genom att beställa/betala via sin telefon. 
Pincho Nation AB har för närvarande[när?] 74 restauranger i Sverige och var 2019 en av Sveriges snabbast växande franchise-kedjor. 2017 etablerades kedjan i Stockholm. Pincho Nation finns sedan hösten 2017 även i Norge, februari 2018 i Danmark, maj 2018 i Finland, och sedan juni 2019 i Tyskland. 
År 2016 vann Pincho Nation AB priset "Framtidens Franchise" på Frannygalan, av Svensk Franchise.